# Menhir de los Almendros
El menhir de los Almendros se localiza en la freguesia de Nossa Senhora de Guadalupe, en el municipio de Évora, distrito de Évora, en Portugal. El yacimiento se constituye como el mayor conjunto de menhires estructurados de la península ibérica y uno de los más relevantes del megalitismo europeo.

## Descripción

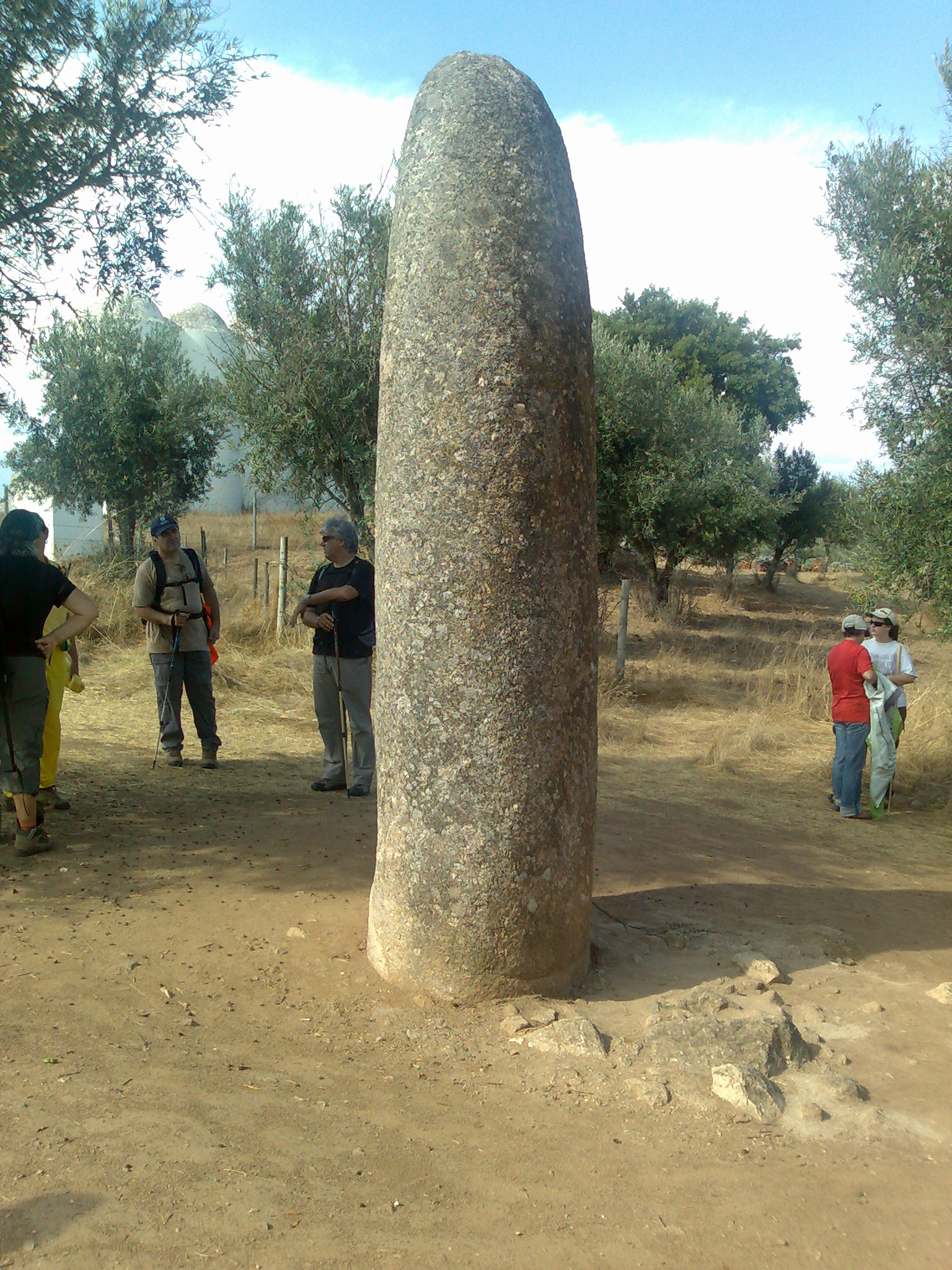
Menhir de los Almendros, Évora.

Se trata de un menhir de granito porfiróide de grandes dimensiones, con cerca de 3,5 metros de altura a partir de la superficie del suelo, con sección elíptica de 1,20 × 0,80 metros. Ostenta en su tercio superior una decoración compuesta por un báculo y un rango de líneas onduladas.
Está implantado en la cima de la ladera, 1,3 km al nordeste del crómlech de los Almendros, presentándose aislado de este, aunque se cree que hay un relación íntima entre ambos, una vez que su alineación coincide con el nacer del sol durante el solsticio de verano. El yacimiento comprende un crómlech de planta circular irregular, compuesto por cerca de noventa y cinco monolitos graníticos dispuestos en pequeñas agrupaciones en una área de cerca de 70 × 40 m, con una orientación noroeste-sudeste.

## Historia
Todo el yacimiento arqueológico comprende un extenso rango cronológico, desde el Neolítico medio hasta a la Edad del Hierro, entre finales del sexto e inicios del tercer milenio antes de Cristo.
El crómlech fue descubierto en 1964, por el investigador Henrique Leonor Pina, cuando se procedía al levantamiento del mapa geológico de Portugal. El menhir fue enderezado por su propietario, aunque se cree que su localización original está cerca de la actual. Debido a que está implantado en una propiedad privada, el menhir se encuentra rodeado por una valla circular de estacas de madera y alambre.
Desde 1974 el crómlech y el menhir son patrimonio protegido por ley, inicialmente como Inmóvil de Interés Público (IIP). En 2015, el crómlech de los Almendros fue reclasificado como Monumento Nacional, manteniendo el menhir la clasificación como IIP.
Un equipo coordinado por el investigador Mário Varela Gomes ha intentado encontrar el poblado que estaría asociado a los monumentos megalíticos encontrados en este yacimiento arqueológico, habiendo identificado un pequeño poblado calcolítico en sus inmediaciones. Todo el yacimiento habría sido en tiempos un local de culto, con fuerte carga mágico-simbólica, evidenciando un buen ejemplo de reutilización al largo de los tiempos de un mismo espacio sacralizado.